# Jhelum (rivière)
Pour les articles homonymes, voir Jhelum et Hydaspe.
La rivière de Jhelum (hindi : झेलम, Jhelam ; ourdou : جہلم, Jhilum ; sanskrit : वितस्ता (Vitastā) et cachemiri : وؠتھ (Vyath)) est la plus occidentale des cinq rivières de la province du Penjab au nord de l'Inde (Beâs, Chenab, Jhelum, Ravi et Sutlej). Elle est un affluent de la Chenab, donc un sous-affluent de l'Indus par le Sutlej. La rivière est coupée par le barrage de Mangla situé à la limite du Pakistan et du Jammu-et-Cachemire.

## Histoire
La rivière était appelée Hydaspe (grec ancien : Ὑδάσπης / Hudáspês) dans l'Antiquité grecque. Elle a été le théâtre de la bataille de l'Hydaspe, en juillet 326 av. J.-C., entre Alexandre le Grand et Pôros, râja indien du royaume de Paurava. Sur ces rives, Alexandre le Grand perdit et enterra son cheval Bucéphale et son chien Péritas : en mémoire de chacun, il fit bâtir une ville à leur nom. L'une d'elle est Bucéphalie.

## Mythologie
Nonnos de Panopolis, dans les Dionysiaques au Ve siècle, fait d'Hydaspe (en) un dieu fleuve, fils de Thaumas et d'Électre, frère d'Iris et père de Dériade (en).

## Galerie de photos

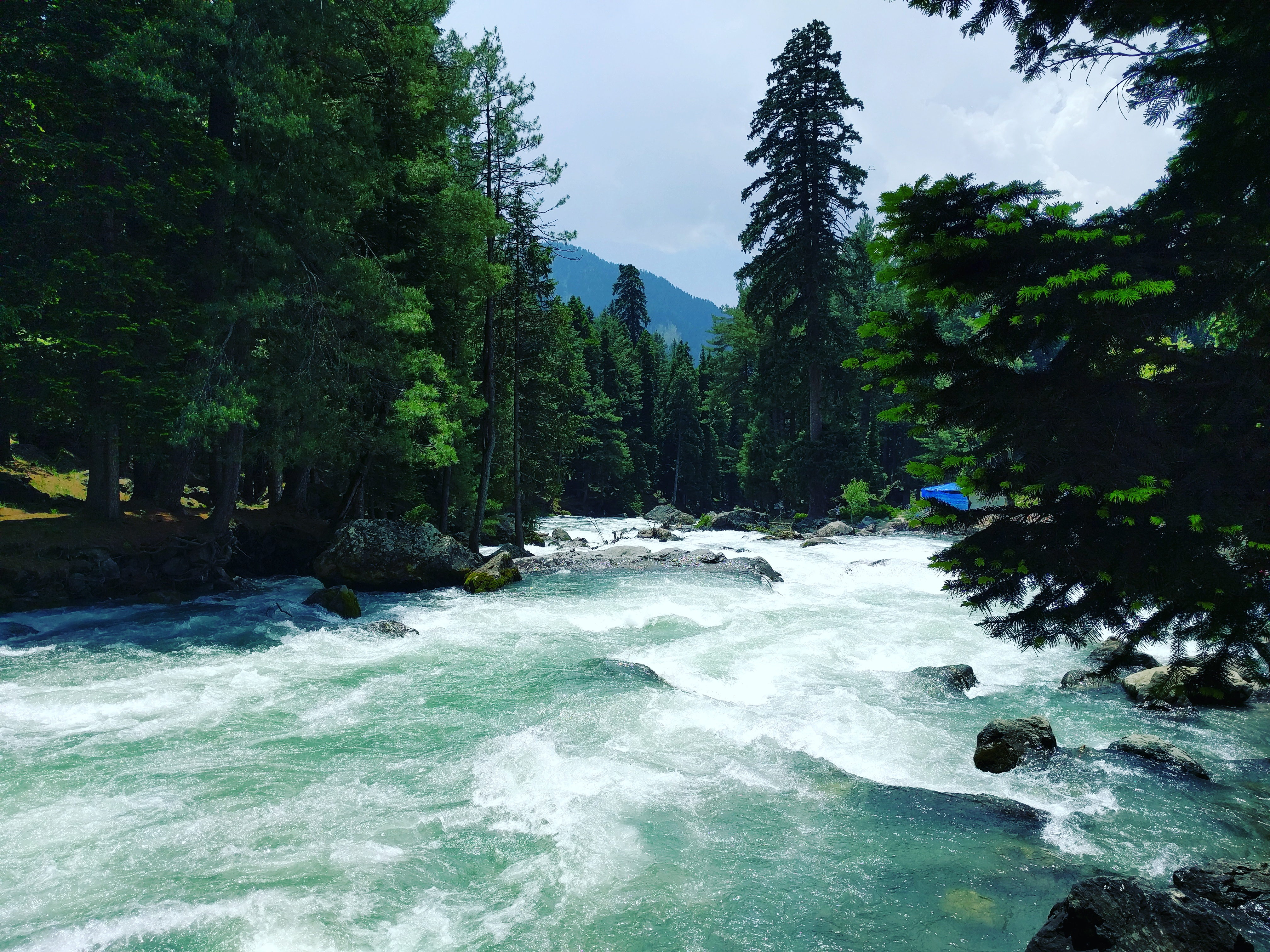
La rivière Liddar se jette dans la rivière Jhelum, au niveau de Pahalgam, dans la vallée du Cachemire.
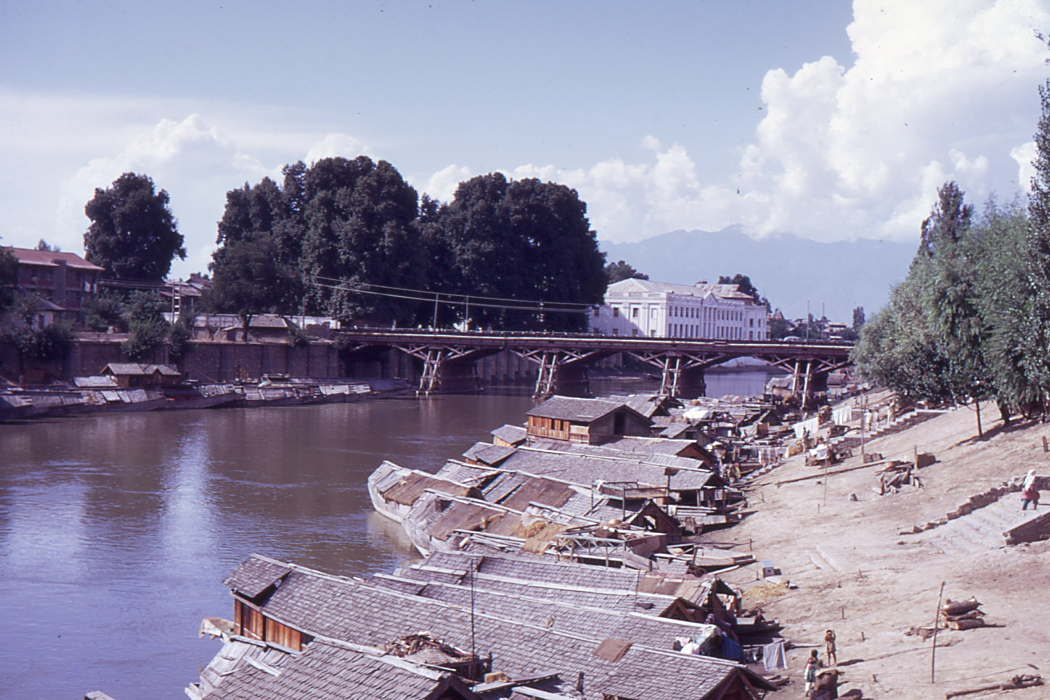
Pont sur la rivière Jhelum à Srinagar en 1969.
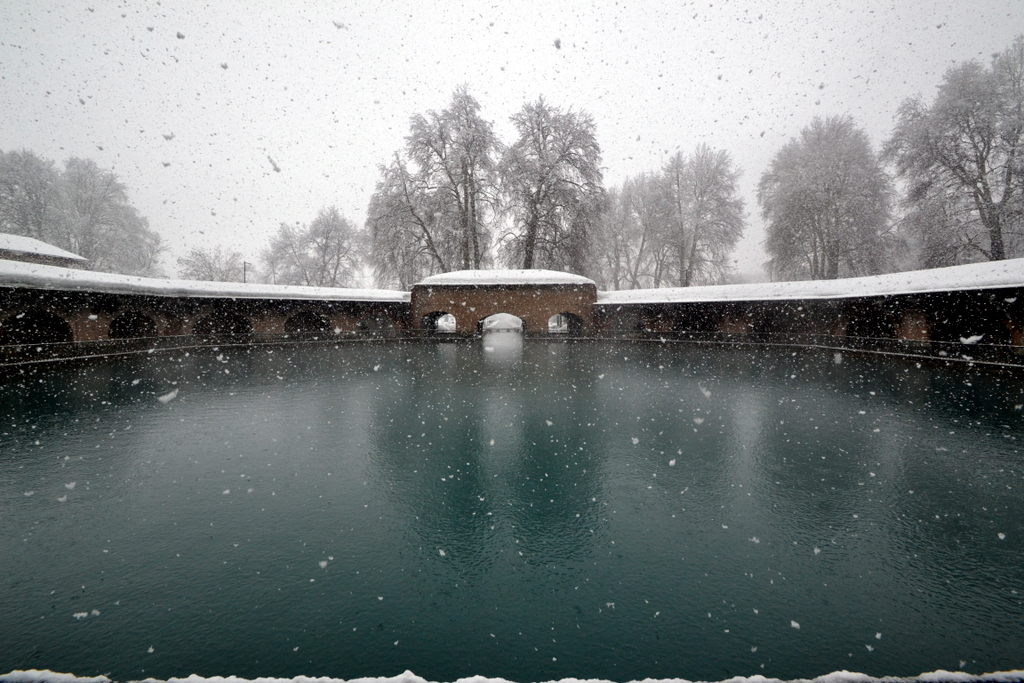
La source Vitasta, une des sources principales de la rivière Jhelum.